# Yuri-1
Yuri-1 (jap. ゆり) (pol. Lilia) – eksperymentalny japoński geostacjonarny satelita telekomunikacyjny, pierwszy z serii BS. Eksperymenty obejmowały badania charakterystyk sygnału TV, osłabienia sygnału o częstotliwości 12 GH spowodowane przez opady deszczu, działanie końcówek satelitarnych/naziemnych, naziemne/satelitarne dzielenie częstotliwości, techniki kontroli satelitarnej, nadawania satelitarnego, i jakości sygnału TV. Planowany czas działania wynosił 3 lata. Jeden z satelitów owej serii BS transmitował dane satelitarne dla dedykowanego podsystemu konsoli do gier Super Famicom, modemu Satellaview w latach 1995-2000.
Eksperymentalne transmisje TV można było odbierać przez anteny naziemne o średnicy powyżej 1-1,5 m. Statek używał aktywnego trójosiowego systemu stabilizacji (z żyroskopami i hydrazynowymi silniczkami korekcyjnymi). Dokładność pozycjonowania była lepsza niż 0,2°. Satelita był opracowany na 3 lata pracy. Jego urządzenia łącznościowe korzystały z częstotliwości: 2,1; 2,3; 12 i 14 GHz.

## Budowa
Wyprodukowany przez zakłady General Electric Astro Space. Statek posiadał dwa ruchome panele ogniw słonecznych o łącznej rozpiętości 8,95 m.

### Położenie
Pierwotnie, w latach 1978-1982, zawieszony nad południkiem 110°E (planowana pozycja 138°E nie została osiągnięta z powodu awarii silnika przy 3. korekcie orbity). 4 września 2001 znajdował się nad południkiem 44,59°E i dryfował w kierunku wschodnim z prędkością 0,116°E/dobę. 11 marca 2007 znajdował się nad południkiem 108,19°E, z dryfem 0,031°E/dobę.

### Ładunek
- 2 transpondery o mocy po 100 W dla programów TV
- 2 szerokopasmowe transpondery 80 MHz i 50 MHz do łączności telefonicznej
- Antena pasma 12 GHz pokrywająca teren Japonii